# Samuil Susa
Samuil Susa  a fost un deputat în Marea Adunare Națională de la Alba Iulia, organismul legislativ reprezentativ al „tuturor românilor din Transilvania, Banat și Țara Ungurească”, cel care a adoptat hotărârea privind Unirea Transilvaniei cu România, la 1 decembrie 1918.:p. 190

## Biografie
Samuil Susa a fost preot ortododox.:p. 59

## Activitatea politică
A fost vicepreședinte al Consiliului Național Român din Frata.
Ca deputat în Adunarea Națională din 1 decembrie 1918, Samuil Susa a reprezentat Cercul electoral Cojocna, desemnat de Consiliul Național Român din Geaca (iud. Cluj).:p. 190